# Мордовська Авгура
Мордо́вська Авгу́ра (рос. Мордовская Авгура, ерз. Мокшень Авгара) — присілок у складі Ковилкінського району Мордовії, Росія. Входить до складу Краснопрісненського сільського поселення.
Населення — 21 особа 2010; 29 у 2002).
Національний склад станом на 2002 рік:
- мокшани — 79 %